# Yucca Valley (Kalifornia)
Yucca Valley város az USA Kalifornia államában, San Bernardino megyében. Lakosainak száma 21 738 fő (2020. április 1.).

## Népesség
A település népességének változása:

| 2010 | 20 700 |
| 2020 | 21 738 |